# Xiwangmu
Xiwangmu 西王母, Xi Wangmu, Hsi Wang Mu o Reina madre del oeste es un personaje de la mitología china que durante la dinastía Han pasó a ser una divinidad taoísta. Habita en un palacio de jade sobre el Kunlun celeste, lugar mágico donde crecen las hierbas de la inmortalidad y los peces de larga vida. Autoridad de los inmortales, son sus discípulas todas las mujeres que aspiran a obtener el Tao. 

## Xiwangmu en los textos

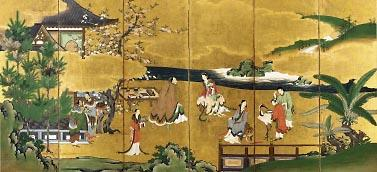
Wudi de los Han encuentra a Xiwangmu – arte japonés.

En los escritos oraculares de la dinastía Shang se encuentra el término «ximu» sin saber sin embargo su significado exacto. Como existe además una «madre de oriente» se puede suponer que ambas divinidades formaban un par de opuestos. La relación con Xiwangmu es -de todas formas- dudosa. 
El personaje de Xieangmu se encuentra documentado a partir del Siglo IV a. C., cuando es mencionada por el rey Mu de la dinastía Zhou. El soberano realizó una expedición militar a la actual provincia de Sinkiang contra las tribus llamadas Sinkiang. Se dice que en tal ocasión habría hallado a Xiwangmu, historia que se refleja en los Anales de bambú (Zhushu jinian), crónica oficial del reino de Wei. El escrito fue hallado en el año 279 en la tumba del rey Xiang, y la época que cubre va del reino antiguo de Huangdi hasta el año 299 a. C.. El texto menciona que «durante el décimo séptimo año, el rey fue al oeste hasta el Kunlun, tuvo una entrevista con Xiwangmu y, a continuación, ese mismo año, Xiwangmu llegó a la corte para rendir homenaje al rey Mu. En otoño, durante el octavo mes, el rey fue al norte, cruzó las arenas movedizas (probablemente el desierto de Taklamakán) y y el Monte Jiyu, atacó a los Quanrong, apresó a sus cinco reyes, y llegó hasta donde el azul de las aves muda, y Xiwangmu los repinta». Otros textos confirman el vínculo de Xiwangmu con las aves.
El viaje del rey Mu fue llevado a la ficción en la «Crónica del hijo del cielo Mu». Según Rémi Mathieu, que tradujo y comentó en este libro en francés, habría sido escrito entre 400 a. C. y 350 a. C. Se describe a Xiwangmu como una bella mujer a quien el rey visita, encontrándose a la orilla del lago Yao (jaspe). El rey promete a Xiwangmu regresar cuando ponga a su reino en orden. 
De acuerdo al Manual de alquimia del maestro Chonghe , citado por Robert van Gulik en «Vida sexual en la antigua China», Xiwangmu es una mujer que encuentra su tao en la alimentación de su propio yin es decir, teniendo muchas relaciones sexuales. Se inclina especialmente por los jóvenes varones. 

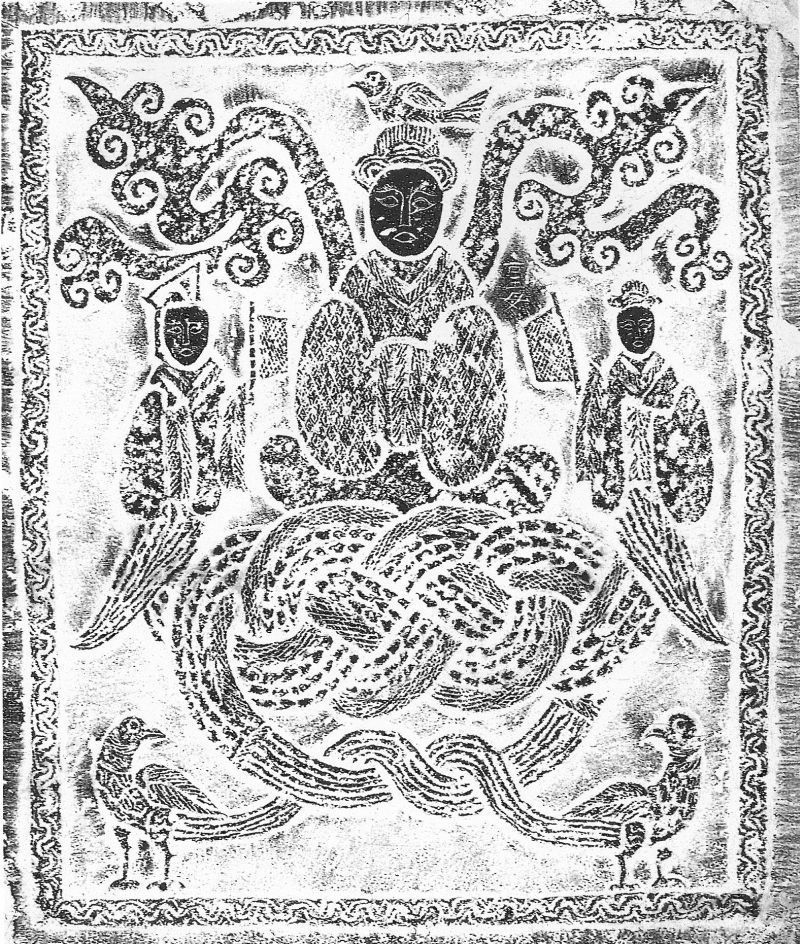
Grabado mural representando a Xiwangmu, dinastía Han.

También se menciona a Xiwangmu en un texto posterior, el Libro de los montes y los mares del período de los Reinos Combatientes, completado durante los Han. Allí aparece como una criatura de aspecto aterrador, mitad humana mitad animal, que emite rugidos, con comportamiento siniestro: «al sur del mar occidental, sobre la ribera de arenas movedizas.... hay alguien usando una capa de tigre con dientes y una cola, vive en una cueva, se llama ... Xiwangmu está a cargo de la enfermedad y el castigo corporal». En otros pasajes se precisa que habita sobre el Monte de Jade o Monte Kunlun, lugar de abundancia: tiene cola de leopardo y un pájaro azul la acompaña a todas partes.
En el capítulo Dazongshi (大宗师) de Zhuangzi , Xiwangmu es un ser atemporal que penetra el Tao. En tanto, en el Huainanzi se menciona que posee las hierbas de la inmortalidad que convirtieron a Chang'e en hada.
Una ficción histórica, la biografía de Han Wudi se refiere a los «melocotones de la inmortalidad» que Sun Wukong habría robado en el Viaje al Oeste ( Ming).
Algunos historiadores chinos contemporáneos han sugerido que Xiwangmu es la transcripción del nombre de una tribu del occidente de China. 
Por su parte el taoísmo la asocia a veces con Donghua, el rey-padre del este.

## Culto

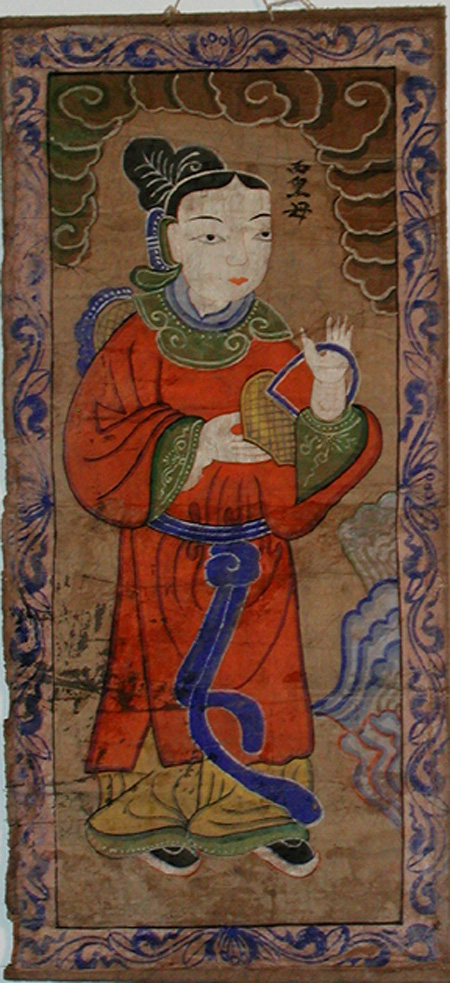
Retrato vietnamita de Xiwangmu.

En el Libro de Han, anales oficiales de la dinastía hasta el año 9, nos enteramos de que en el año 4 de la era Jianping del emperador Aidi (3 a. C. o 2 a. C.), hubo una gran sequía en Henan y Shaanxi. Guiada por los oráculos de Xiwangmu, la población de las zonas afectadas emigraron a la capital Chang'an, donde cantaron y bailaron en honor de la diosa. Bajo los Han se convirtió en culto popular y ganó un cierto reconocimiento oficial.

### Divinidad taoísta
Xiwangmu está asociada a Donghua, el rey-padre de oriente, creado según muchos especialmente para ella. Cada uno está a cargo de los inmortales de su sexo. De acuerdo a ciertas teorías son también maestros del hálito vital del Yin-Yang, y se engendran mutuamente. 
A veces se la representa como un mensajera, su discípulo preferido, la Mujer misteriosa de los nueve cielos identificada como qingniao, el pájaro de tres patas del Libro de los montes y los mares, o xuanniao, el «ave sombra» de la dinastía Shang.
Según el Yongcheng jixianlu, una colección de la vida inmortal reunida en la época de la dinastía Tang, se apareció como un pájaro vestido con una piel de zorro al emperador Amarillo en su batalla contra Chiyou para entregarle el talismán de las cinco montañas sagradas. Su enviada, la mensajera misteriosa habría fabricado un carro, indicando el sur, lo que permitió al emperador dirigir allí su ejército. Es por esto que la diosa es considerada también la patrona de los carreros. 
Bajo el nombre de reina madre abuela, Xiwangmu a veces forma pareja con el emperador de Jade. Su cumpleaños divino es el día 3 del tercer mes o el 18 del séptimo mes en el calendario chino.

### Nombres divinos

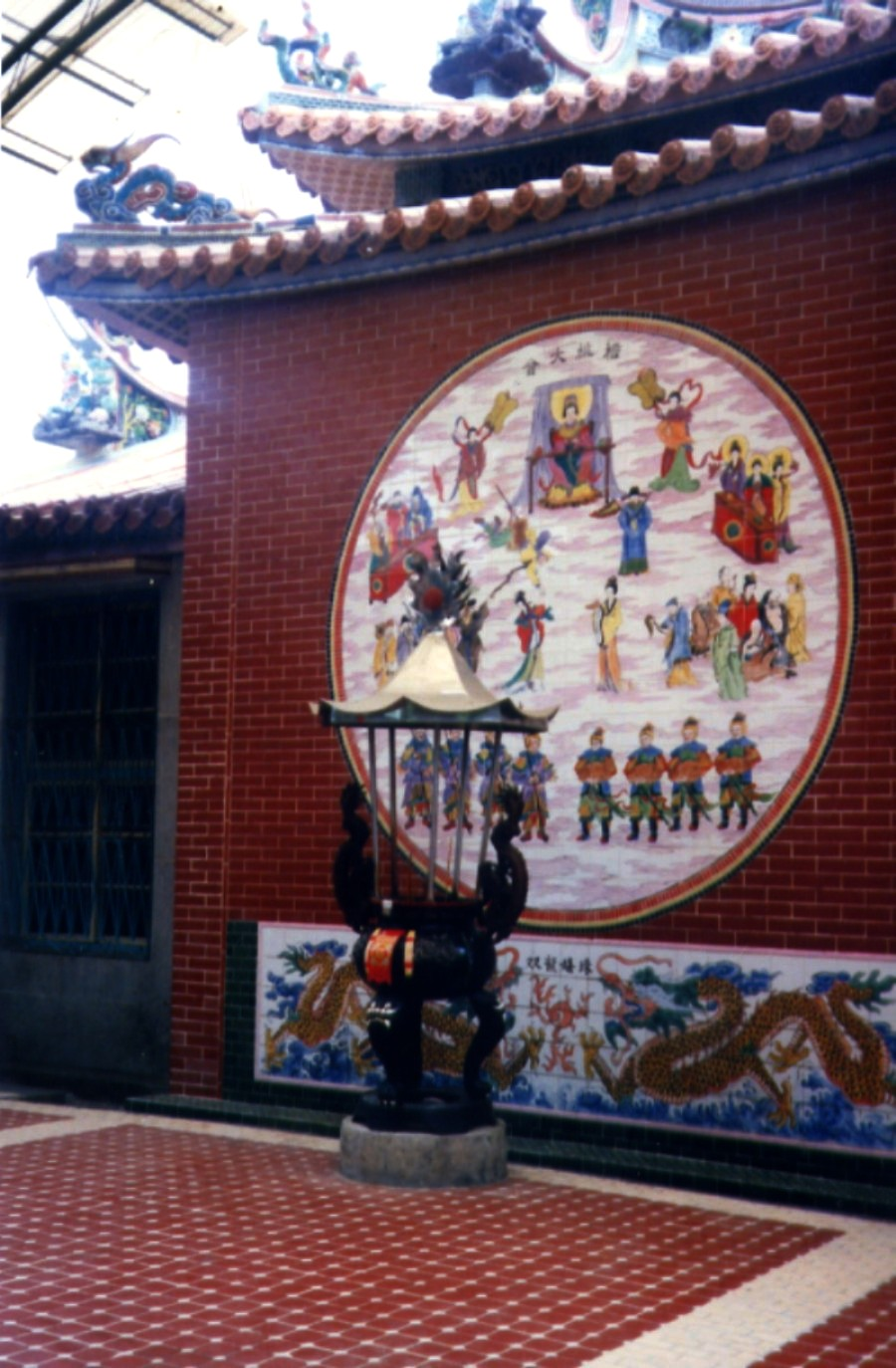
Pintura en un templo cerca de Kaohsiung, Taiwán.

Como todas las divinidades, se le han asignado multitud de nombres.Los más frecuentes son:
- Reina madre (王母 wangmu) o Reina madre abuela (王母娘娘 wangmu niangniang).
- Madre de oro (金母 jinmu), ya que el oeste está asociado tradicionalmente al metal precioso según la teoría de los cinco elementos: su homólogo el rey padre de oriente se convierte en el padre de la madera, asociada al este.
- Madre de oro del cuenco de jaspe (瑤池金母 yaochi jinmu), por el nombre del lugar donde ella habría recibido al rey Mu.
- Madre de oro del magnífico occidente residente del monte de la tortuga (龜山西華金母 guishan xihua jinmu).
- Vieja dama de occidente (西姥 xilao).

### Iconografía

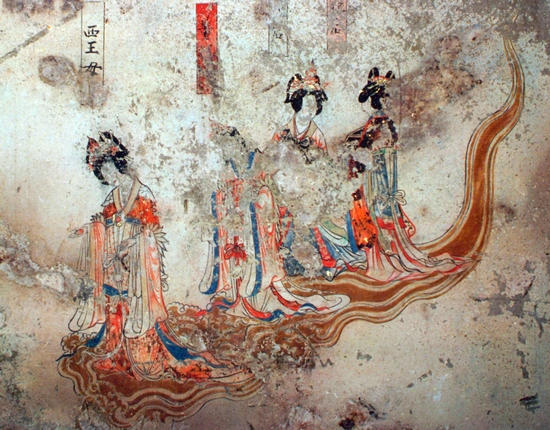
Fresco de la tumba en la montaña Pao, la primera figura desde izquierda es Hsiwangmu.

En los frescos de los templos u ocasionalmente en las tumbas se la representa en la huerta de la inmortalidad o sentada en un trono, flanqueada a veces por Dongwanggong. Ella puede usar una piel de leopardo y estar acompañada del pájaro azul, un tigre blanco (símbolo del occidente), un zorro de nueve colas (otra criatura fantástica del Libro de los montes y los mares ) o de una liebre que es una reminiscencia de la luna donde Chang'e se eleva gracias a las hierbas de la inmortalidad. Bajo ella se encuentran sus servidores y los inmortales. A veces el sol y la luna, símbolos del Ying y el Yang, enmarcan la escena.